# زبان والنسیایی
زبان والنسیایی (valencià) از گویش‌های زبان کاتالانی می‌باشد که در بخش خودمختار والنسیای اسپانیا بدان تکلم می‌شود. شمار کل گویشوران این زبان را حدود دو میلیون و چهارصدهزار تن برآورد کرده‌اند. والنسیایی از نظر زبان‌شناسی چیزی میان زبان‌های ایبرو-رومی و گالی-رومی است. شباهت‌های بسیار آن با اکسیتان پژوهشگران را بر آن داشته‌است تا آن را در شاخه اکسیتانو-رومی قرار دهند.